# Phacellodomus striaticollis
A Phacellodomus striaticollis a madarak (Aves) osztályának verébalakúak (Passeriformes) rendjébe és a fazekasmadár-félék (Furnariidae) családjába tartozó faj.

## Rendszerezése
A fajt Alcide d’Orbigny és Frédéric de Lafresnaye írták le 1838-ben, az Anumbius nembe Anumbius striaticollis néven.

## Alfajai
- Phacellodomus striaticollis maculipectus[2] Cabanis, 1883 vagy Phacellodomus maculipectus[1]
- Phacellodomus striaticollis striaticollis (Orbigny & Lafresnaye, 1838)[2]

## Előfordulása
Dél-Amerikában, Argentína, Bolívia, Brazília, Paraguay és Uruguay területén honos. Természetes élőhelyei a szubtrópusi és trópusi síkvidéki esőerdők, száraz erdők és cserjések, lápok és mocsarak környékén. Állandó, nem vonuló faj.

## Megjelenése
Testhossza 18 centiméter, testtömege 22-26 gramm.

## Természetvédelmi helyzete
Az elterjedési területe nagyon nagy, egyedszáma pedig stabil. A Természetvédelmi Világszövetség Vörös listáján nem fenyegetett fajként szerepel.